# Batalla de Santiago (1957)
La batalla de Santiago (o los «sucesos del 2 de abril») fue el nombre que se le dio a las protestas realizadas los días 2 y 3 de abril de 1957 en la capital chilena, y que terminaron en enfrentamientos con la policía que dejaron una veintena de muertos, por las cuales el gobierno de Chile declaró estado de sitio y sacó al Ejército a la calle.

## Antecedentes
Durante el segundo gobierno de Carlos Ibáñez del Campo (1952-1958), el país sufrió una crisis económica que, incluso tras la adopción de diversas medidas económicas, no fue controlada. Ante esta situación, el gobierno contrata la Misión Klein-Saks, la cual propuso que se adoptaran medidas de corte más liberal, en abierto contraste con la política proteccionista establecida hasta entonces.
Entre otras cosas, Klein-Saks propone congelar el aumento de salarios y eliminar la fijación de precios en algunas áreas; el gobierno de Ibáñez adopta algunas de esas medidas, lo que provoca el malestar de la población. Lo que detonó la crisis fue el alza de la tarifa del transporte público, publicada en el Diario Oficial de la República de Chile el 26 de marzo de 1957, y que permitió el fraccionamiento de varios recorridos, lo que generaba que un usuario debía pagar hasta 3 veces más que el valor original para poder realizar el recorrido completo.
Ante esta situación, las principales organizaciones sindicales, encabezadas por la Central Única de Trabajadores, convocan para una gran movilización nacional los días 2 y 3 de abril de ese año. A partir del 27 de marzo se produjeron en Valparaíso diversas manifestaciones e incidentes que terminaron en enfrentamientos con Carabineros, acciones que se repitieron los días posteriores. Las barricadas ocurridas en la noche del sábado 30 de marzo en Valparaíso fueron acompañadas de un espíritu festivo; la prensa denunció que bares y cantinas funcionaron hasta la madrugada, y que se había visto "grupos de exaltados que avanzaban por Avenida Argentina en total estado de ebriedad". Contra la multitud de proletarios rabiosos el Estado respondió con descargas de fusilería.

## Las protestas y la posterior masacre
La movilización en Santiago contó con el apoyo de sindicatos, centros de estudiantes y otras organizaciones sociales, así como partidos como el Frente de Acción Popular y parte del radicalismo. Los primeros incidentes ocurrieron en la noche del 28 de marzo, cuando varios buses fueron apedreados en los alrededores de la Plaza de Armas de Santiago y en calle Bandera frente al edificio del Congreso Nacional.
A diferencia de lo ocurrido en Valparaíso, la movilización en Santiago tuvo sus primeros incidentes de importancia el 1 de abril, y el día siguiente se desarrolló una revuelta de manera espontánea, con la gente llegando desde distintas partes y uniéndose en el camino. Así, la movilización llegó a tener cerca de 20 mil personas en el centro de la capital. Pronto comenzaron algunos disturbios, ante los cuales Carabineros intervino, pero los disturbios no concluyeron, sino que se agravaron. Cientos de personas atacaron y destruyeron varios locales comerciales, vehículos de transporte público, y otras propiedades públicas y privadas.
La violencia de masas, por su parte, se expresó en múltiples formas de desobediencia y ataque, de la que dan cuenta algunos extractos de la prensa:

“En la Gran Avenida, un grupo de estudiantes liceanos de ambos sexos subieron a un bus Fiat que pasaba sin guardia ninguna. Uno de los estudiantes, pistola en mano, exigió al chofer que devolviera a los pasajeros ‘los cinco pesos robados’. Como éste no atinaba a moverse ante el argumento de la pistola, una de las secundarias tomó dinero de la caja y entregó a cada pasajero el dinero que estimaba que habían pagado de más. En la esquina se bajaron muy alegres y satisfechos entre numerosos aplausos” 
La Tercera, 2/4/57

“Turbas incontrolables llegaron hasta Plaza de Armas y empezaron a una metódica destrucción de bancos, casetas y faroles. Pequeñas fuerzas de Carabineros opusieron sus armas. Y aquí la gente tuvo la primera y engañosa sensación de victoria. Los uniformados escaparon casi con humillación. Vi cómo un grupo de unos 30 carabineros arrancaron de la plaza hacia Compañía seguidos de una lluvia de piedras. Se parapetaron en las puertas y en el Teatro Real. De allí disparaban al aire todavía”
La Tercera, 3/4/57

“Hechos sintomáticos se produjeron durante la asonada de ayer. Las turbas, en su afán sedicioso, no respetaron ninguno de los poderes constituidos del Estado. Pretendieron asaltar La Moneda y atacaron de hecho los edificios en que funcionan el Congreso Nacional y los superiores Tribunales de Justicia. La prensa no escapó, tampoco, a este afán destructor…”
La Nación, 3/4/57

Ante estos hechos, el 2 de abril el Gobierno decidió suspender provisoriamente las sesiones del Congreso y decreta el estado de sitio, sacando a la calle varias unidades del Ejército al mando del general Humberto Gamboa, las cuales se unen a la policía y se enfrentan contra los manifestantes.
Al caer la noche del día 2, el general Gamboa informó que la jornada había dejado 16 muertos y cerca de 5000 heridos. A las 2:15 del miércoles 3 de abril fue asaltada la imprenta Horizonte. En esos momentos trabajaban en ella veinte operarios y el redactor de turno, periodista Elmo Catalán Avilés.

## Consecuencias
Al día siguiente, la policía civil allanó y requisó elementos de medios de prensa opositores al gobierno. Días después, el Gobierno fue investido de facultades extraordinarias por parte del Congreso, lo que le permite detener y relegar a dirigentes opositores.
La Batalla de Santiago significó un golpe mortal para el gobierno de Ibáñez, que vio con esto prácticamente terminada su carrera política. Asimismo, significó el punto de partida para que partidos como el socialista abandonaran la política conciliadora y unificadora que lo ubicaba dentro de la centroizquierda del espectro político haciéndolo girar hacia una postura más confrontacional y radicalizada, acercándose al Partido Comunista y al marxismo, con el que había tenido fuertes divergencias en el pasado incluso catalogable de rivalidad. Otros partidos, como el radical, empiezan a sufrir divisiones internas.

 “El gobierno ha perpetrado el más grave desmán, de todos los cometidos durante los sucesos: la destrucción organizada y sistemática de la imprenta Horizonte... Yo admiro la fría impasividad del señor ministro del Interior (el coronel Benjamín Videla) cuando se atreve a poner su firma a un oficio dirigido al Congreso Nacional en el cual se afirma que el gobierno cree que fueron las mismas turbas que cometieron desmanes en el centro, las que asaltaron la imprenta Horizonte”.
Senador radical Luis Bossay ante el Senado 